# 浈昌县
浈昌县，古县名。唐朝嗣圣元年（684年）置，治所在今广东省南雄市。属韶州。五代南汉时为雄州治。北宋天圣（1023年—1032年）初年，改名保昌县。 